# 小绿人 (俄乌战争)

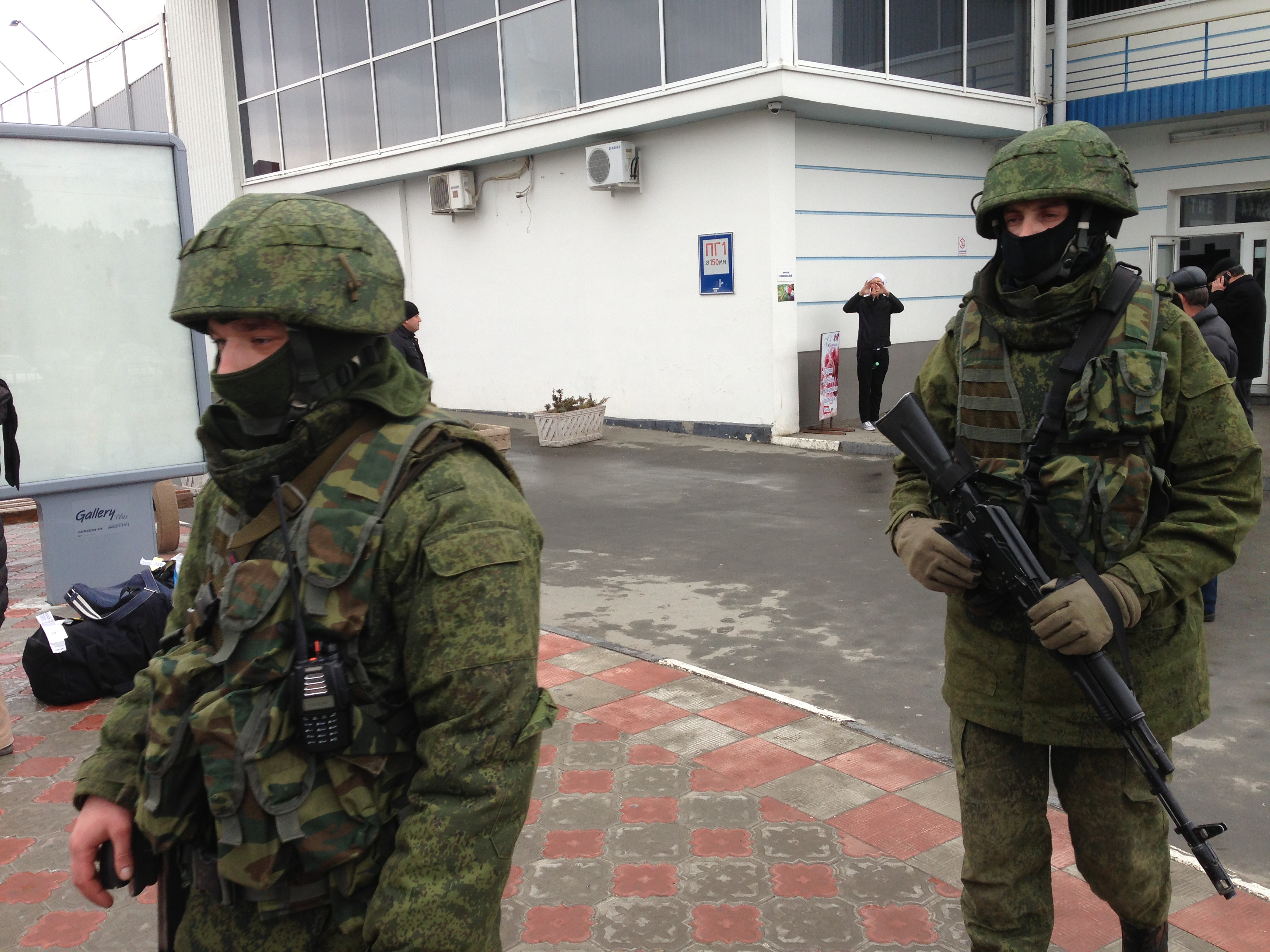
没有佩戴徽章的“小绿人”（2014年2月28日摄于辛菲罗波尔国际机场）

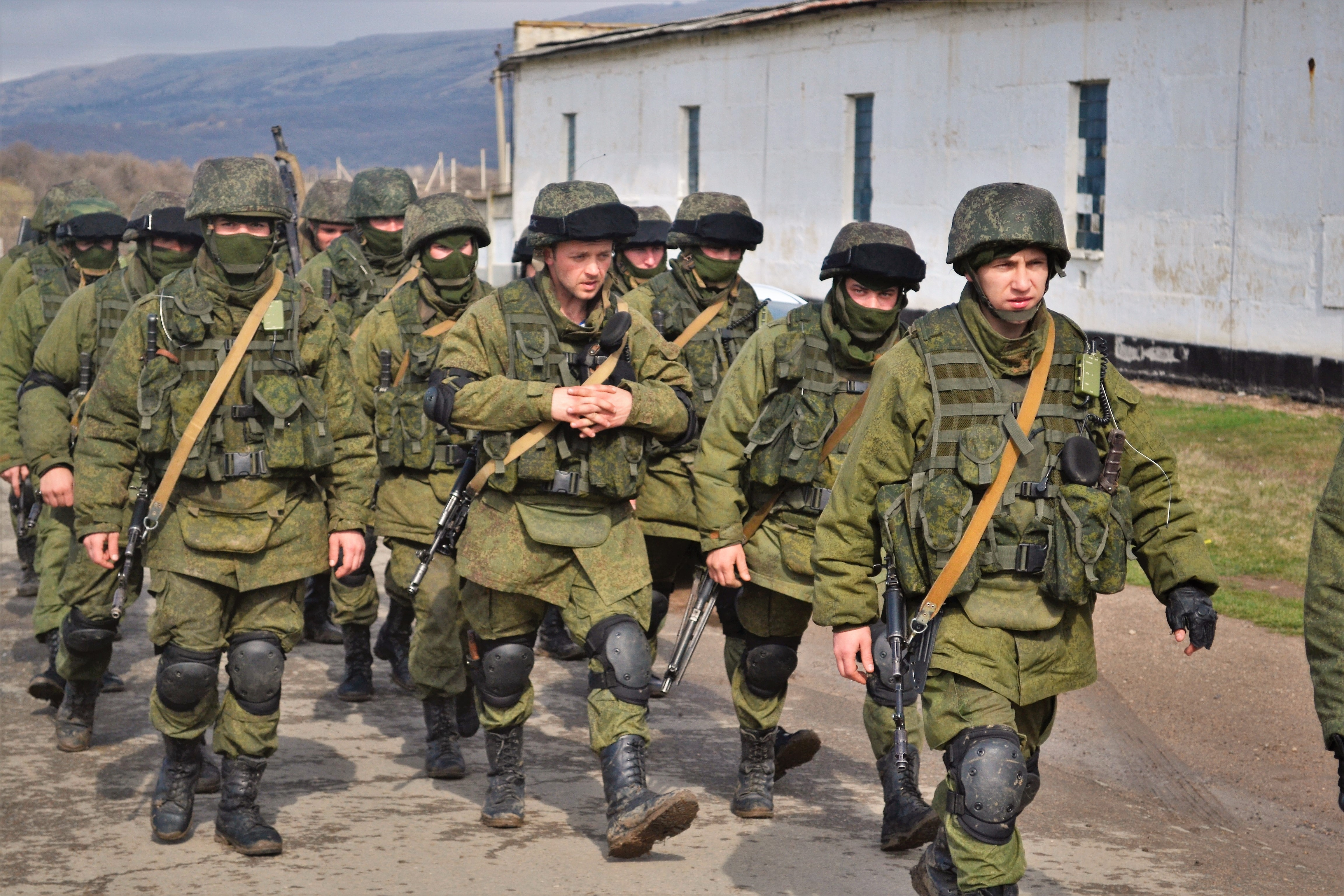
“小绿人”在辛菲罗波尔南部25公里的佩雷瓦利内军事基地。2014年3月9日摄。

小绿人（羅馬化：zelyonyye chelovechki，羅馬化：zeleni cholovichky）是俄罗斯於2014年初吞併克里米亞時派出的無標識、非正規武裝部隊。由于其着绿色的制服和装备俄軍才剛部署的先进武器装备，当地居民起初称他们为“火星人”。俄罗斯联邦国防部长谢尔盖·绍伊古则称这些武装人员为禮貌之人（俄语：Вежливые люди）。

## 裝備
俄罗斯起初堅稱這些人是烏克蘭民兵，但俄国特工背景的伊戈尔·基尔金是小绿人武装分子的领导人之一。这些武装分子实际上是受俄罗斯指使，旨在于乌克兰领土上建立所谓独立“共和国”，并将这些乌克兰领土吞并入俄罗斯。
2014年中，芬兰杂志《Suomen Sotilas》研究小組发表了对“小绿人”照片中武器装备的分析。文章接着得出结论是俄羅斯確實向境外派出兵力，“这些部队很可能是驻扎在莫斯科库宾卡的空降兵部队第45獨立近衛特別用途旅所屬的独立侦察团”。其他媒体也发布了一张未标记的俄罗斯士兵手持VSS Vintorez狙擊步槍的照片，作为俄罗斯特种部队入侵的证据。
文章指出，存在有仅向俄罗斯联邦武装部队大量发放一些武器和装备：
- 2008年推出的制式EMR迷彩作战服
- 俄軍新款6Sh112或6Sh117战术背心
- 俄軍新型6B27、6B7-1M复合头盔
- 蘇聯解體後才定型的7.62毫米PKP「佩切涅格」通用機槍
- 現仅由俄羅斯空降軍使用（6B26复合头盔、6Sh92-5背心、Gorka-3作战服）
- 現仅由俄罗斯特种部队和山地部队使用的部分蘇式裝備（VSS狙擊步槍、Smersh AK/VOG战术背心）